# Didier Le Reste
Didier Le Reste, né le 2 juin 1955 à Paris, est un syndicaliste français. Il succède en 2000 à Bernard Thibault à la tête de la fédération CGT des cheminots. Exerçant la profession de contrôleur à la SNCF, c'est un syndicaliste médiatique de la CGT, connu pour ses prises de positions radicales appelant au blocage lors des périodes de négociations difficiles.

## Biographie

### Parcours personnel
Abandonné très jeune par sa mère, il est recueilli par l'Assistance publique, confié à une famille d'accueil où il est maltraité, puis à des paysans nivernais envers lesquels il est reconnaissant. 
En 1973, après un BEP de mécanique, il est engagé comme ouvrier dans une fonderie de Nevers, où il participe à la création d'une antenne CGT. 
Après avoir effectué son service militaire, il entre à la SNCF en 1976 en qualité de contrôleur. Il adhère au Parti communiste dont il gravit les échelons un à un. 
À partir de 1995, il représente les contrôleurs au sein de la CGT. En 2000, il prend la tête de la CGT-Cheminots, l'une des plus puissantes fédérations de la CGT, en remplacement de Bernard Thibault, devenu secrétaire général de la CGT. 
Didier Le Reste exerce sa profession de contrôleur SNCF tout en menant ses activités syndicales. Il est secrétaire général de la CGT cheminots jusqu'en 2010 ; il est ensuite remplacé par Gilbert Garrel, qualifié de « prudent » ou de « discret », par opposition à Didier Le Reste qui est « charismatique » et « médiatique ». Il laisse l'image d'un des leaders les plus radicaux du syndicat professionnel, adoptant une position sans concession lors des négociations, ce qui lui vaut de nombreuses critiques en interne ou dans les médias. Il se réclame lui-même d’un « syndicalisme de lutte des classes et de mobilisation sociale ».

## Engagement politique
En 2011, il soutient publiquement Jean-Luc Mélenchon, candidat du Front de gauche à l'élection présidentielle. Candidat du Front de gauche aux élections législatives, dans la 15e circonscription de Paris, avec Sophie de La Rochefoucauld pour suppléante, il recueille 12,44 % des suffrages exprimés.
Dans le cadre des élections municipales de 2014, il rejoint la candidate PS Anne Hidalgo, figurant sur la liste du 10e arrondissement de Paris.
Il est conseiller de Paris et conseiller d'arrondissement délégué à la politique de la ville et à l’intégration.
Didier Le Reste est candidat aux élections législatives de 2017 à Paris dans la 5e circonscription sous l'étiquette PCF. Il obtient 1,8 % des suffrages exprimés.